# Ariston albicans
Espèce
Ariston albicans est une espèce d'araignées aranéomorphes de la famille des Uloboridae.

## Distribution
Cette espèce se rencontre en Mexique au Tabasco et au Chiapas, au Guatemala et au Honduras,.

## Description
Le mâle décrit par Salvatierra, Tourinho et Brescovit en 2014 mesure 2,03 mm et les femelles décrites par Opell en 1979 de 2,1 à 2,2 mm.

## Publication originale
- O. Pickard-Cambridge, 1896 : Arachnida. Araneida. Biologia Centrali-Americana, Zoology. London, vol. 1, p. 161-224 (texte intégral).